# Tracey Adams
Tracey Adams (Severna Park, 7 juni 1959), geboren als Deborah Blaisdell, is een Amerikaanse pornoactrice. Ze verscheen in meer dan 200 films in de jaren 80 en 90 en is lid van de AVN Hall of Fame.

## Onderscheidingen
- AVN Hall of Fame
- XRCO Hall of Fame
- Legends of Erotica Hall of Fame
- 1988 AVN Award – Best Couples Sex Scene, Video – Made In Germany
- 1990 AVN Award – Best Tease Performance – Adventures of Buttman